# Cova dels Moros
La Cova dels Moros és una cova del terme de Conca de Dalt, al Pallars Jussà, dins de l'antic terme de Toralla i Serradell, en l'àmbit del poble de Serradell. És al capdamunt de la llau de la Font, al nord del poble de Serradell. És a prop i al nord de la Cova de Sorta, a la Feixeta, al nord-oest de l'Espluga Llonga.